# Kaliska (Wągrowiec)
Kaliska – osiedle w północnej części Wągrowca.
Obszar osiedla Kaliska obejmuje południową część wsi Kaliska, jest to osiedle domów jednorodzinnych (obejmuje m.in. ulice: Arkadego Fiedlera, Elizy Orzeszkowej, Stanisława Wyspiańskiego, Rgielską, Sosnową, Świerkową i część ul. Kcyńskiej od stacji paliw Orlen).